# Rancenay
Rancenay település Franciaországban, Doubs megyében. Lakosainak száma 421 fő (2022. január 1.). Rancenay Avanne-Aveney, Busy, Larnod, Montferrand-le-Château és Thoraise községekkel határos.

## Népesség
A település népessége az elmúlt években az alábbi módon változott:
| Lakosok száma | 105  | 180  | 181  | 285  | 284  | 293  | 352  | 396  | 403  | 421  |
|               | 1968 | 1982 | 1990 | 2006 | 2013 | 2015 | 2017 | 2019 | 2020 | 2022 |